# 北園町 (川口市)
北園町（きたぞのちょう）は、埼玉県川口市の町名。現行行政地名は北園町のみ。丁番を持たない単独町名である。住居表示実施地区。郵便番号は333-0862。

## 地理
川口市北部の沖積平野に位置する。地区内を大間木排水路（赤堀排水路）が流れる。さいたま市との市境にも近く、主に住宅地となっている。

### 地価
住宅地の地価は、2018年（平成30年）の公示地価によれば、北園町三丁目16の地点で17万3000円/m2となっている。

## 歴史

### 沿革
- 1979年（昭和54年）9月1日 - 大字柳崎・安行領在家・安行領根岸・道合の各一部から北園町が成立[6]。

| 旧町名（大字） | 地域（旧住所）                                                  | 備考                             |
| -------------- | --------------------------------------------------------------- | -------------------------------- |
| 柳崎           | 381〜645番地                                                    |                                  |
| 安行領根岸     | 687（一部）、688〜697、704、740、743 3584〜3591、3610、3614番地 | 687番地他の一部は 在家町に編入。 |
| 道合           | 655〜695、710番地                                               |                                  |

## 世帯数と人口
2018年（平成30年）3月1日現在の世帯数と人口は以下の通りである。
| 地区     | 町丁   | 世帯数    | 人口    |
| -------- | ------ | --------- | ------- |
| 神根地区 | 北園町 | 948世帯   | 2,076人 |
| 芝地区   | 北園町 | 447世帯   | 860人   |
| 計       | 計     | 1,395世帯 | 2,936人 |

## 小・中学校の学区
市立小・中学校に通う場合、学区（校区）は以下の通りとなる。
| 番地              | 小学校             | 中学校             |
| ----------------- | ------------------ | ------------------ |
| 1番1号〜16番99号  | 川口市立柳崎小学校 | 川口市立在家中学校 |
| 17番1号〜48番99号 | 川口市立在家小学校 | 川口市立在家中学校 |

## 交通

### 鉄道
地区内に鉄道は敷設されていないが、最寄り駅は東浦和駅であるが、およそ1.5 km離れている。

### 道路
- 埼玉県道235号大間木蕨線
- 都市計画道路 南浦和越谷線

## 施設
- 川口市 芝北公民館
- 芝北保育園
- 川口柳崎郵便局
- 北園第一公園
- 北園第二公園
- JA川口市
- 川口信用金庫柳崎支店